# Иосиф Сталин (теплоход)

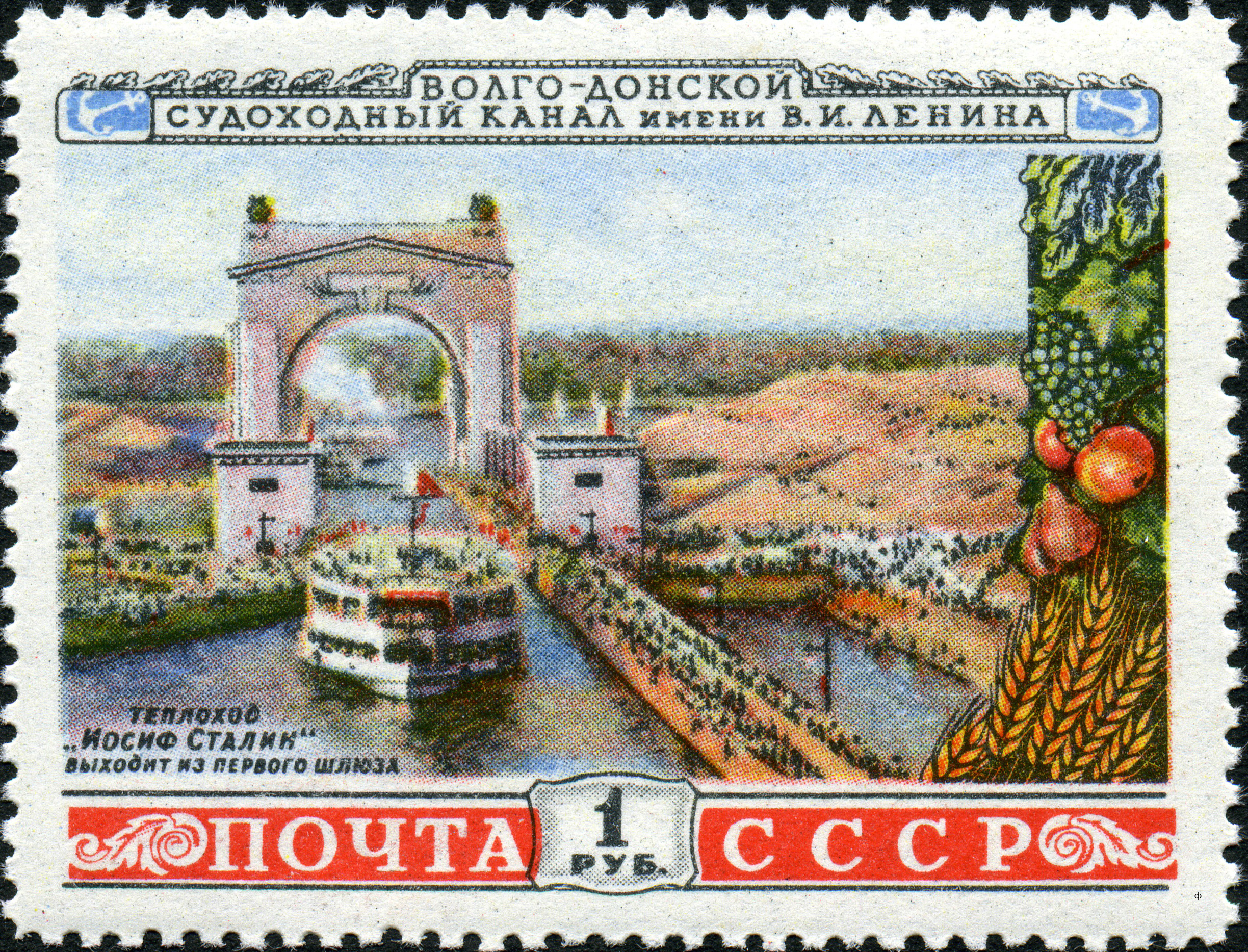
Волго-Донской судоходный канал имени В. И. Ленина. Теплоход «Иосиф Сталин».
Марка СССР (1953):

Теплоход «Иосиф Сталин» — советское речное судно, построенное на заводе «Красное Сормово» в 1937 году. 
В 1937 году специально для канала Москва-Волга под руководством инженера В. М. Керичева была построена флотилия совершенно новых по техническим характеристикам и дизайну комфортабельных пассажирских судов: четыре теплохода на 205 пассажиров («Иосиф Сталин», «Михаил Калинин», «Клим Ворошилов», «Вячеслав Молотов»), 6 катеров на 300 мест и 6 катеров на 150 мест. 
24 апреля 1937 года теплоход «Иосиф Сталин» (капитан А. Куприянов) прошёл шлюз № 1 канала Москва-Волга; 27 июня 1952 года, специальным рейсом, теплоход открывал Волго-Донский канал имени В. И. Ленина.
В 1938 году теплоход был показан в фильме «Волга, Волга».